# Tour de l'Espoir 2019
Le Tour de l'Espoir 2019 est la 2e édition du Tour de l'Espoir, une compétition cycliste sur route réservée aux moins de 23 ans organisée du 4 au 9 février 2019 au Cameroun. Elle comprend cinq étapes entre Douala et Yaoundé sur un parcours total de 400 kilomètres. Elle est remportée par l'érythréen Yakob Debesay. L'Érythrée remporte le classement par équipe et se qualifie ainsi pour le Tour de l'Avenir 2019.

## Présentation

### Parcours
Le parcours est constitué de cinq étapes reliant Douala à Yaoundé. La première étape est un contre-la-montre par équipe de 19 km disputé sur un circuit (deux tours) dans Douala. La seconde est constituée de onze tours du même circuit, pour un total de 102 km. Les coureurs disputent ensuite une étape de montagne, la plus courte du Tour (68 km) dans l'Ouest. Après une journée de repos, ils relient Ngoulemaong à Yaoundé dans une étape accidentée (111 km). Enfin, l'étape finale est constituée de onze tours de circuits dans Yaoundé.

### Équipes
Dix-huit équipes de six coureurs maximum participent à cette course. Seize d'entre elles sont des sélections nationales, les deux autres, « Europe-Monaco » et « Mixte Afrique », regroupent des coureurs de différentes nationalités.

## Étapes
| Étape     | Date           | Villes étapes          | Distance (km) | Vainqueur d’étape | Leader du classement général | Maillot vert       | Maillot à pois | Meilleure équipe |
| --------- | -------------- | ---------------------- | ------------- | ----------------- | ---------------------------- | ------------------ | -------------- | ---------------- |
| 1re étape | lun. 4 février | Douala                 | 18,6          | Érythrée          | Yakob Debesay                |                    |                | Érythrée         |
| 2e étape  | mar. 5 février | Douala – Douala        | 102,3         | Francisco Campos  | Natnael Mebrahtom            | Natnael Tesfatsion |                | Érythrée         |
| 3e étape  | mer. 6 février | Nkongsamba – Dschang   | 68,3          | Yakob Debesay     | Yakob Debesay                | Yakob Debesay      | Yakob Debesay  | Érythrée         |
| 4e étape  | ven. 8 février | Ngoulemakong - Yaoundé | 111,1         | Natnael Mebrahtom | Yakob Debesay                | Yakob Debesay      | Yakob Debesay  | Érythrée         |
| 5e étape  | sam. 9 février | Yaoundé – Yaoundé      | 103,4         | Moïse Mugisha     | Yakob Debesay                | Natnael Tesfatsion | Wilson Haro    | Érythrée         |